# Eugénie Sellers Strong
Pour les articles homonymes, voir Strong.
Eugénie Sellers Strong (Londres, 25 mars 1860- Rome, 16 septembre 1943) est une archéologue britannique. Elle réalise l'essentiel de sa carrière professionnelle à la British School at Rome.

## Biographie
Née d'un père anglais et d'une mère française, son enfance se passe en Espagne, en France et en Italie.
Elle fait ses études au Girton College (1890) puis devient la première femme à étudier à la British School at Athens. Élève de Adolf Furtwängler à Berlin, elle épouse en 1897 le bibliothécaire de la Maison des lords, Sandford Arthur Strong, à qui elle succède lors du décès de celui-ci en 1904 comme bibliothécaire du duc de Devonshire à Chatsworth.
En 1903, elle participe à l'organisation de l'exposition du Burlington Fine Arts Club sur l'art grec et travaille à l'établissement du catalogue. Elle publie en 1928 le catalogue de la collection de Lord Melchette et elle enseigne à l'Archaeological Institute of America (les Charles Eliot Norton Lectures).
Spécialiste de l'art romain, le manuel qu'elle publie sur le sujet (1908) et qu'elle traduit elle-même en italien en 1923 est considéré comme « le meilleur manuel en langue anglaise... ». Une contraction de ce manuel en un volume a été publiée en français par Hachette dans son Histoire générale de l'art, vers 1932, sous le titre de Rome Antique.
Elle est nommée directrice adjointe de la British School of Archaeology à Rome (1909), fonction qu'elle occupe jusqu'en 1925. Elle y devient une personnalité importante de l’archéologie par le salon qu'elle y tient.
Elle est honorée du titre de fellow à vie de Girton College en 1910, puis elle est faite commandeure de l'Empire britannique en 1927 et reçoit la médaille Serena de la British Academy en 1938. Elle est docteure honoris causa de l'université de St Andrews et de l'université de Manchester. En Italie, elle est membre de l'Académie des Lyncéens, de l'Académie pontificale romaine d'archéologie, de l'Académie d'Arcadie, et reçoit la médaille d'or de la ville de Rome en 1938. 
Elle choisit de rester en Italie lorsque la Seconde Guerre mondiale débute et meurt à Rome, le 16 septembre 1943. Elle est inhumée au cimetière de Campo Verano.

## Travaux
- The elder Pliny's chapters on the History of Art, 1896
- Roman Sculpture from Augustus to Constantine, 1908
- Greek and Roman Antiques, 1913-1914
- Sculptura romana da Augusto a Constantino, 2 vols., 1923 et 1926
- Apotheosis and After Life. Art of Ancient Rome from the earliest times to the time of Justinian, 1928